# 桑宝拉格苏木
桑宝拉格苏木是中华人民共和国内蒙古自治区锡林郭勒盟苏尼特右旗下辖的一个苏木。

## 行政区划
桑宝拉格苏木下辖以下村级行政区划单位：
查干楚鲁图嘎查、巴彦乌拉嘎查、吉尔嘎郎图嘎查、包日温都尔嘎查、额尔敦塔拉嘎查、新宝拉格嘎查、巴彦车勒嘎查、巴彦淖尔嘎查和查干乌苏嘎查。